# Ster van Zwolle 2020
La Ster van Zwolle 2020, sessantesima edizione della corsa, valida come evento dell'UCI Europe Tour 2020 categoria 1.2, si è svolta il 29 febbraio 2020 su un percorso di 179,1 km, con partenza ed arrivo a Zwolle. La vittoria è stata appannaggio dell'olandese David Dekker, che ha completato il percorso in 5h 58' 13" precedendo i connazionali Olav Kooij e Coen Vermeltfoort.
Dei 170 ciclisti partiti da Zwolle, furono 57 a tagliare il traguardo nella medesima località.

## Squadre partecipanti
| N.      | Cod. | Squadra                       |
| ------- | ---- | ----------------------------- |
| 1-7     | MET  | Metec-TKH-Mantel              |
| 11-17   | ABC  | À Bloc Continental Team       |
| 21-27   | VLA  | Vlasman Cycling Team          |
| 31-37   | VWM  | VolkerWessels-Merckx          |
| 41-47   | JVD  | Jumbo-Visma Development T.    |
| 51-57   | ---  | Team Reggeborgh               |
| 61-67   | ---  | WV West Frisia                |
| 71-77   | ---  | Wielerploeg Groot Amsterdam   |
| 81-87   | ---  | Allinq-Krush-De IJsselstreek  |
| 91-97   | ---  | WV de Jonge Renner            |
| 101-107 | ---  | John Deere Cycling T-NWVG     |
| 111-117 | ---  | Sensa-Kanjers voor Kanjers CT |
| 121-127 | ---  | UWTC de Volharding-Wilton     |

| N.      | Cod. | Squadra                    |
| ------- | ---- | -------------------------- |
| 131-137 | ---  | HSK Trias-Mooi Jong        |
| 141-147 | ---  | T.W.C Tempo-Viro           |
| 151-157 | ---  | Home Solution-Soenens      |
| 161-167 | ---  | Hubo-Titan Cargo CT        |
| 171-177 | ---  | Acrog-Tormans              |
| 181-187 | ---  | Indulek-Doltcini-Derito CT |
| 191-197 | BRT  | Beat Cycling Club          |
| 201-207 | DSU  | Development Team Sunweb    |
| 211-217 | CGF  | Continental Groupama-FDJ   |
| 221-227 | LPC  | Leopard Pro Cycling        |
| 231-237 | SEG  | SEG Racing Academy         |
| 241-246 | ---  | Spirit Tifosi Racing Team  |

## Ordine d'arrivo (Top 10)
| Pos. | Corridore         | Squadra        | Tempo    |
| ---- | ----------------- | -------------- | -------- |
| 1    | David Dekker      | SEG            | 3h59'38" |
| 2    | Olav Kooij        | Jumbo-Visma DT | s.t.     |
| 3    | Coen Vermeltfoort | VolkerWessels  | s.t.     |
| 4    | Jordi Meeus       | À Bloc         | s.t.     |
| 5    | Adriaan Janssen   | Metec          | a 2"     |
| 6    | Dylan Bouwmans    | Metec          | s.t.     |
| 7    | Rick Pluimers     | Jumbo-Visma DT | s.t.     |
| 8    | Lars Van Den Berg | Cont. Groupama | a 5"     |
| 9    | Justin Timmermans | VolkerWessels  | a 19"    |
| 10   | Gert-Jan Bosman   | VolkerWessels  | s.t.     |